# 田村忠重
田村 忠重（たむら ただしげ）は、安土桃山時代の武士。長宗我部氏の家臣。

## 略歴
室町幕府奉公衆である田村光忠の孫、田村重光の子として誕生。遠祖は藤原氏小野宮流で鎌倉幕府の重臣、藤原（田村）仲教でこの荘園を所有していた九州の大族大友氏の同門、鎌倉幕府、室町幕府の重臣である攝津（中原）氏の一族である。
長宗我部氏の家臣になり、土佐田村庄を領した豪族であった。幡多郡下ノ加江に住み、三原郷大狼内村に転居したあとまた下ノ加江に戻り、同村江口藤兵衛の女を娶った。慶長8年（1603年）に同村初めての井戸を掘る。